# Kuřidlo
Kuřidlo je vrchol (546 m) ve Středočeské pahorkatině a stejnojmenná přírodní rezervace, zahrnující jeho vrcholovou partii a část severních svahů, severozápadně od města Strakonice v okrese Strakonice.

## Vrchol
Geomorfologicky vrch spadá do celku Blatenská pahorkatina, podcelku Horažďovická pahorkatina, okrsku Radomyšlská pahorkatina, podokrsku Droužetická pahorkatina a její Kuřidelské části.

## Přírodní rezervace
Důvodem ochrany je zbytek vápencové doubravy se zachovalou vegetací s celou řadou vzácných a chráněných druhů rostlin. Roste zde např. oman vrbolistý (Inula salicina), oman hnidák (Inula conyzae), rozrazil ožankovitý (Veronica teucrium), sasanka pryskyřníkovitá (Anemone ranunculoides), ostřice chabá (Carex flacca), bika obecná (Luzula divulgata), okrotice bílá (Cephalanthera damasonium), okrotice červená (Cephalanthera rubra), kruštík tmavočervený (Epipactis atrorubens), kruštík širolistý (Epipactis helleborine), hlístník hnízdák (Neottia nidus-avis), vemeník dvoulistý (Platanthera bifolia), lilie zlatohlavá (Lilium martagon), hlaváč fialový (Scabiosa columbaria), hořec brvitý (Gentianopsis ciliata), jetel alpínský (Trifolium alpestre), kamejka lékařská (Lithospermum officinale), orlíček obecný (Aquilegia vulgaris), zimostrázek nízký (Polygala chamaebuxus), ostružiník skalní (Rubus saxatilis), kociánek dvoudomý (Antennaria dioica). V akátinách na jižním svahu vrchu roste roztroušeně křivatec luční (Gagea pratensis), vzácně i křivatec rolní (Gagea villosa). Na vrcholu Kuřidla roste jako na jediné lokalitě Strakonicka jeřáb břek (Sorbus torminalis). V minulosti se zde vyskytovala i řada dalších vzácných druhů, jejichž výskyt již patří minulosti: pětiprstka žežulník (Gymnadenia conopsea), prstnatec bezový (Dactylorhiza sambucina), sasanka lesní (Anemone sylvestris), smrkovník plazivý (Goodyera repens), škarda ukousnutá (Crepis praemorsa) a korálice trojklaná (Corallorhiza trifida).